# Órmos Moúdhrou
Órmos Moúdhrou (Mudros Bay) är en vik i Grekland.   Den ligger i prefekturen Nomós Lésvou och regionen Nordegeiska öarna, i den östra delen av landet, 240 km nordost om huvudstaden Aten.